# Gelijkheid (verzamelingenleer)
Twee verzamelingen zijn aan elkaar gelijk als ze dezelfde elementen hebben. Dit houdt in dat de verzameling A gelijk is aan de verzameling B, genoteerd als A=B, als elk element uit A ook element is van B  en omgekeerd elk element uit B ook element is van A.

## Definitie
De verzamelingen A en B zijn aan elkaar gelijk, A = B, als
{\displaystyle \forall x:(x\in A\iff x\in B)}
Gebaseerd op de bovenstaande definitie en de definitie van een deelverzameling kan men bewijzen dat twee verzamelingen A en B aan elkaar gelijk zijn dan en slechts dan als als A een deelverzameling is van B en omgekeerd ook geldt dat B een deelverzameling is van A:
{\displaystyle A=B\iff ((A\subset B)\wedge (B\subset A))}.

## Voorbeelden
A = { 1, 2, 3 },  B = { 1, 2, 3 } en C = { 1, 2 } zijn verzamelingen. Er geldt:
- {\displaystyle A=B,A=A,B=B}
- {\displaystyle A\neq C,B\neq C}